# White Meadow Lake
White Meadow Lake é uma Região censo-designada localizada no estado americano de Nova Jérsei, no Condado de Morris.

## Demografia
Segundo o censo americano de 2000, a sua população era de 9052 habitantes.

## Geografia
De acordo com o United States Census Bureau tem uma área de
11,9 km², dos quais 10,6 km² cobertos por terra e 1,3 km² cobertos por água.

## Localidades na vizinhança
O diagrama seguinte representa as localidades num raio de 8 km ao redor de White Meadow Lake.